# Inland Empire (film)
Inland Empire je film Davida Lynche natočený v americko-polsko-francouzské koprodukci. Premiéru měl 6. září 2006 na Benátském filmovém festivalu. Hráli v něm Laura Dernová, Jeremy Irons, Justin Theroux, Harry Dean Stanton a další. Hudbu k filmu složil Marek Zebrowski, dále jsou v něm použity písně například od Niny Simone, Etty Jamesové, Becka, ale také samotného Davida Lynche. Lynch snímek natočil bez kompletního scénáře. Namísto toho dával každý den hercům několik právě napsaných stran dialogů. Laura Dernová, která ztvárnila hlavní roli, uvedla, že neměla ponětí, o čem film je, stejně jako její role.